# لوون هوهانیسیان (پزشک)
لوون آندرئاسی هوهانیسیان (ارمنی: Լևոն Անդրեասի Հովհաննիսյան؛ ؛ زادهٔ ۱۳ فوریهٔ ۱۸۸۵ - درگذشته ۱۱ مهٔ ۱۹۷۰) یک قلب‌شناس، آکادمیسین، استاد دانشگاه و سیاستمدار اهل ارمنستان بود

## زندگی‌نامه
در (۲۵) ۱۳ فوریهٔ ۱۸۸۵ در تفلیس به دنیا آمد و از دانشگاه خارکوف (۱۹۰۹) فارغ‌التحصیل شد. وی در فرهنگستان ملی علوم ارمنستان، دانشگاه پزشکی دولتی ایروان و دانشگاه دولتی ایروان فعالیت می‌کرد. وی همچنین برنده دانشمند شایسته ارمنستان شوروی، نشان پرچم سرخ کار، مدال دفاع از قفقاز و مدال کار شجاعانه در جنگ بزرگ میهنی (۱۹۴۵–۱۹۴۱) شده است. وی در ۱۱ مهٔ ۱۹۷۰ در سن ۸۵ سالگی ایروان درگذشت.

## یادداشت
1. ↑  բժշկական գիտությունների դոկտոր